# Józef Tomaszewski
Józef Tomaszewski (ur. 1957) – polski koszykarz występujący na pozycji skrzydłowego, dwukrotny medalista mistrzostw Polski.

## Osiągnięcia
Na podstawie, o ile nie zaznaczono inaczej.
Klubowe
- Mistrz Polski (1978)
- Wicemistrz Polski (1980)
- 2-krotny zdobywca Pucharu Polski (1978, 1979)
- Awans do najwyższej klasy rozgrywkowej z Wybrzeżem Gdańsk (1983)